# Englewood (Tennessee)
Englewood is een plaats (town) in de Amerikaanse staat Tennessee, en valt bestuurlijk gezien onder McMinn County.

## Demografie
Bij de volkstelling in 2000 werd het aantal inwoners vastgesteld op 1590.
In 2006 is het aantal inwoners door het United States Census Bureau geschat op 1705, een stijging van 115 (7,2%).

## Geografie
Volgens het United States Census Bureau beslaat de plaats een oppervlakte van
4,4 km², geheel bestaande uit land. Englewood ligt op ongeveer 265 m boven zeeniveau.

## Plaatsen in de nabije omgeving
De onderstaande figuur toont nabijgelegen plaatsen in een straal van 20 km rond Englewood.